# Camponotus discors
Camponotus discors är en myrart som beskrevs av Auguste-Henri Forel 1902. Camponotus discors ingår i släktet hästmyror, och familjen myror.

## Underarter
Arten delas in i följande underarter:
- C. d. angustinodus
- C. d. discors
- C. d. laeta
- C. d. yarrabahensis

## Bildgalleri

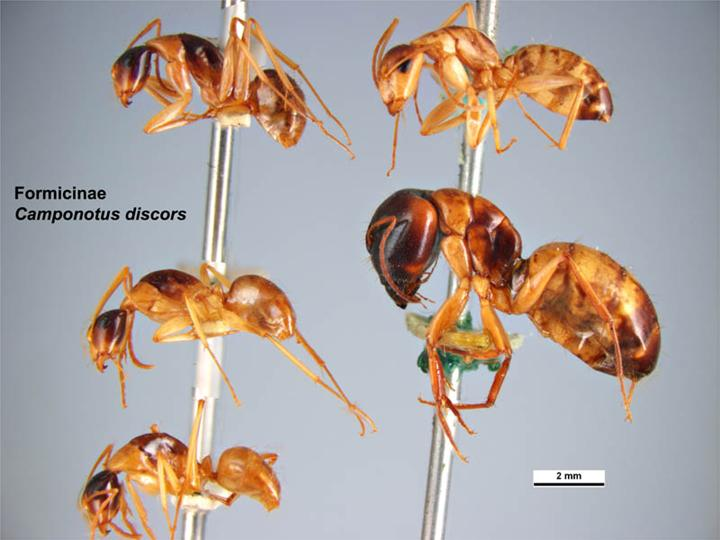
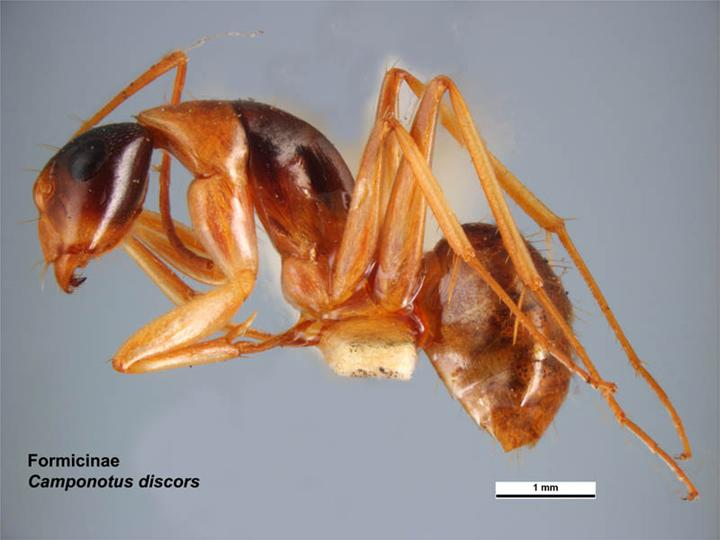
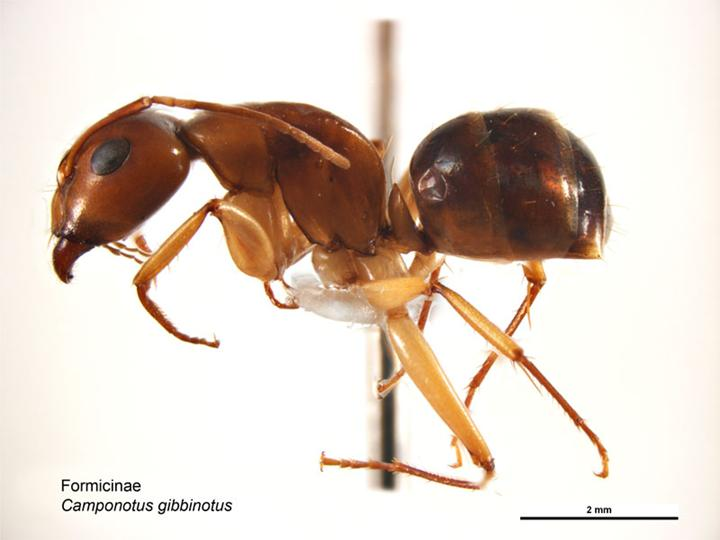